# Naguib Mahfouz Medal for Literature
Naguib Mahfouz Medal for Literature är ett litteraturpris för arabisk litteratur. Det ges till den bästa samtida arabiskspråkiga romanen som ännu inte finns utgiven i engelsk översättning. Författaren till den vinnande boken får en prissumma och en medalj, och boken översätts till engelska och ges ut på American University in Cairo Press. Priset delades första gången ut 1996, och delas varje år ut den 11 december, på nobelpristagaren Naguib Mahfouz födelsedag, av rektorn på Amerikanska universitetet i Kairo.

## Pristagare
- 1996: Ibrahim Abdel Meguid, The Other Place och Latifa al-Zayyat, The Open Door
- 1997: Mourid Barghouti, I Saw Ramallah och Yusuf Idris, City of Love and Ashes
- 1998: Ahlam Mosteghanemi, Memory in the Flesh
- 1999: Edwar al-Kharrat, Rama and the Dragon
- 2000: Hoda Barakat, The Tiller of Waters
- 2001: Somaya Ramadan, Leaves of Narcissus
- 2002: Bensalem Himmich, The Polymath
- 2003: Khairy Shalaby, The Lodging House
- 2004: Alia Mamdouh, The Loved Ones
- 2005: Yusuf Abu Rayya, Wedding Night
- 2006: Sahar Khalifeh, The Image, the Icon, and the Covenant
- 2007: Amina Zaydan, Red Wine
- 2008: Hamdi Abu Golayyel, A Dog with No Tail
- 2009: Khalil Sweileh, The Scribe of Love
- 2010: Miral al-Tahawy, Brooklyn Heights
- 2011: Priset gick till "det egyptiska folkets revolutionära kreativitet".
- 2012: Ezzat el Kamhawi, House of the Wolf.[2]
- 2013: Khaled Khalifa, No Knives in this City's Kitchens.[3]
- 2014: Hammour Ziada, Shawq al-darwish (The Longing of the Dervish)
- 2015: Hassan Daoud, La Tareeq Ila Al-Jannah ('No Road to Paradise')